# Eckhard Scholz (Ingenieur)

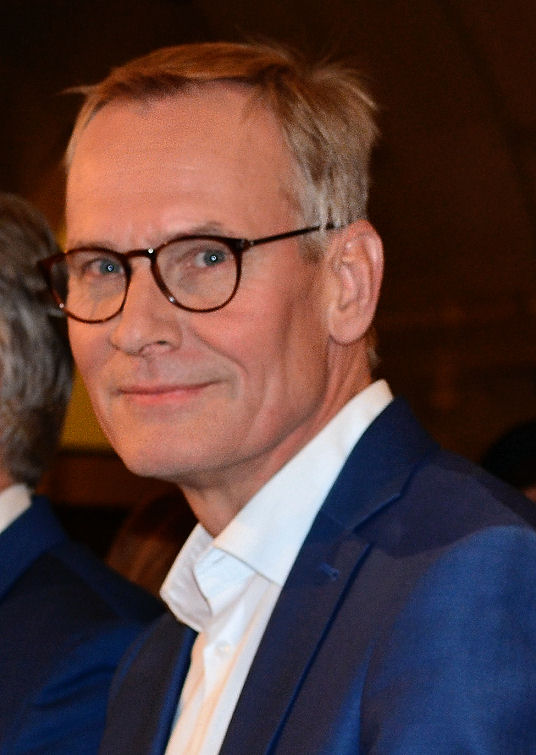
Eckhard Scholz, 2019

Eckhard Dietmar Scholz (* 1963 in Königslutter) ist ein deutscher Maschinenbauingenieur und ehemaliger Automobilmanager. Von 2012 bis 2018 war er im VW-Konzern Leiter der Marke Volkswagen Nutzfahrzeuge und des Volkswagenwerks Hannover in Hannover-Stöcken. Am 27. Oktober 2019 kandidierte er als parteiloser Kandidat der CDU für das Amt des Oberbürgermeisters in der Landeshauptstadt Hannover, bei der er in einer Stichwahl am 10. November 2019 unterlag.

## Ausbildung und Beruf
Eckhard Scholz stammt aus einfachen Verhältnissen. Sein Vater war Zimmermann, seine Mutter trug als Teilzeitkraft zum Familieneinkommen bei. Nach Abitur und Wehrdienst studierte Scholz Maschinenbau an der Technischen Universität Braunschweig. Er schloss das Studium 1990 als Diplom-Ingenieur ab und begann im Folgejahr als Versuchsingenieur für Fahrzeugklimatisierung und -Ausstattung bei der Volkswagen AG in Wolfsburg. Nach verschiedenen Stationen im In- und Ausland promovierte Scholz im Jahr 2005 an der Martin-Luther-Universität Halle-Wittenberg zum Dr.-Ing. und war anschließend im Bereich der technischen Entwicklung wieder in Wolfsburg tätig. Von 2007 bis 2012 war er Entwicklungsvorstand von Škoda im tschechischen Mladá Boleslav, bevor er im Jahr 2012 von der Volkswagen AG als Leiter der Geschäftssparte Volkswagen Nutzfahrzeuge in Hannover-Stöcken eingesetzt wurde. Dort hatte er maßgeblichen Anteil sowohl an der Umstellung des Flottenantriebs von Verbrennungs- zu Elektromotoren, als auch an der wirtschaftlichen Konsolidierung des Werkes, die daraufhin ohne betriebsbedingte Kündigungen auskam. Im Jahr 2018 schied Scholz auf eigenen Wunsch aus dem Konzern aus. Scholz wurde anschließend zwar als Präsident von Eintracht Braunschweig gehandelt, seine Familie wolle jedoch „in Hannover landen“.
Scholz ist verheiratet und hat mit seiner Frau fünf Kinder und sechs Enkelkinder.

## Politik
Bei der Wahl zum Oberbürgermeister von Hannover am 27. Oktober 2019 erreichte Scholz als parteiloser Kandidat der CDU 60.046 Stimmen (32,2 %) und war mit 49 Stimmen Rückstand der zweitstärkste Kandidat hinter dem Vertreter von Bündnis 90/Die Grünen Belit Onay (ebenfalls 32,2 %) sowie vor dem SPD-Bewerber Marc Hansmann (23,5 %). Damit erreichte Scholz die Stichwahl am 10. November 2019, in der mit einem Stimmenanteil von 47,1 % seinem Mitbewerber Belit Onay unterlag.
Scholz setzte sich politisch für ein Verkehrskonzept in Hannover ein, welches einen Ausgleich zwischen ÖPNV, Fahrrad und Autoverkehr anstrebt. Weiterhin plädierte er für die Verbesserung der Sicherheit und Sauberkeit in der Stadt und Investitionen in den Wohnungsbau unter gleichzeitiger Berücksichtigung sozialer Belange.

## Ehrenamt und Auszeichnungen
Scholz ist Karnevalist und fungierte im Jahr 2018 als Ehrensenator des hannoverschen Karnevalsvereins Lindener Narren. Die Schützengemeinschaft Hannover ernannte ihn 2017 zum Schützensenator und zeichnete ihn 2019 für seine Verdienste um das Schützenwesen mit der „Silbernen Kralle“ aus.